# Suimanga cuaforcat
El suimanga cuaforcat (Aethopyga christinae) és un ocell de la família dels nectarínids (Nectariniidae).

## Hàbitat i distribució
Habita boscos i vegetació secundària de la Xina central i oriental, Vietnam i l'illa de Hainan.

## Taxonomia
Considerat una única espècie pel Congrés Ornitològic Internacional, versió 11.1, 2021, en altres classificacions interpreten que la població de l'illa de Hainan és una espècie diferent:
- Aethopyga christinae (sensu stricto) - suimanga de Hainan.[3]
- Aethopyga latouchii Slater, 1891 - suimanga cuaforcat.[4]